# Schepenbrief van Bochoute

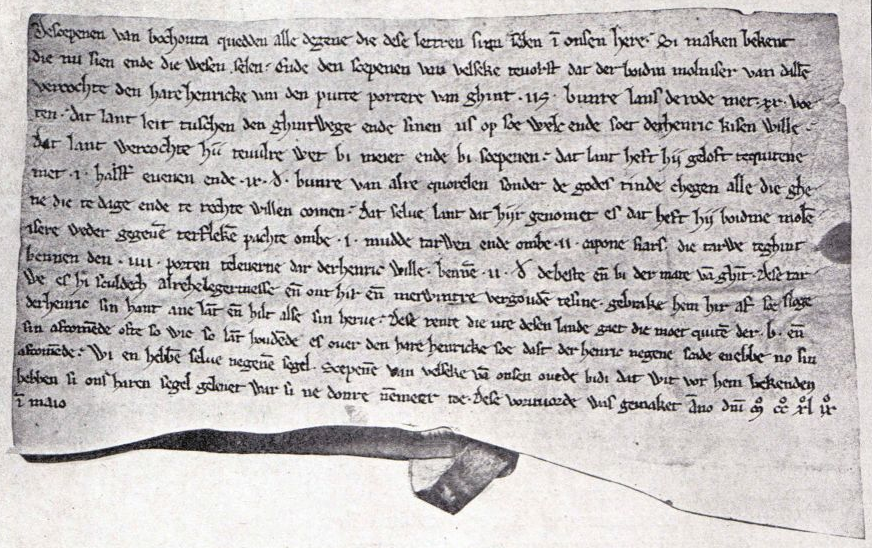
De schepenbrief van Bochoute.

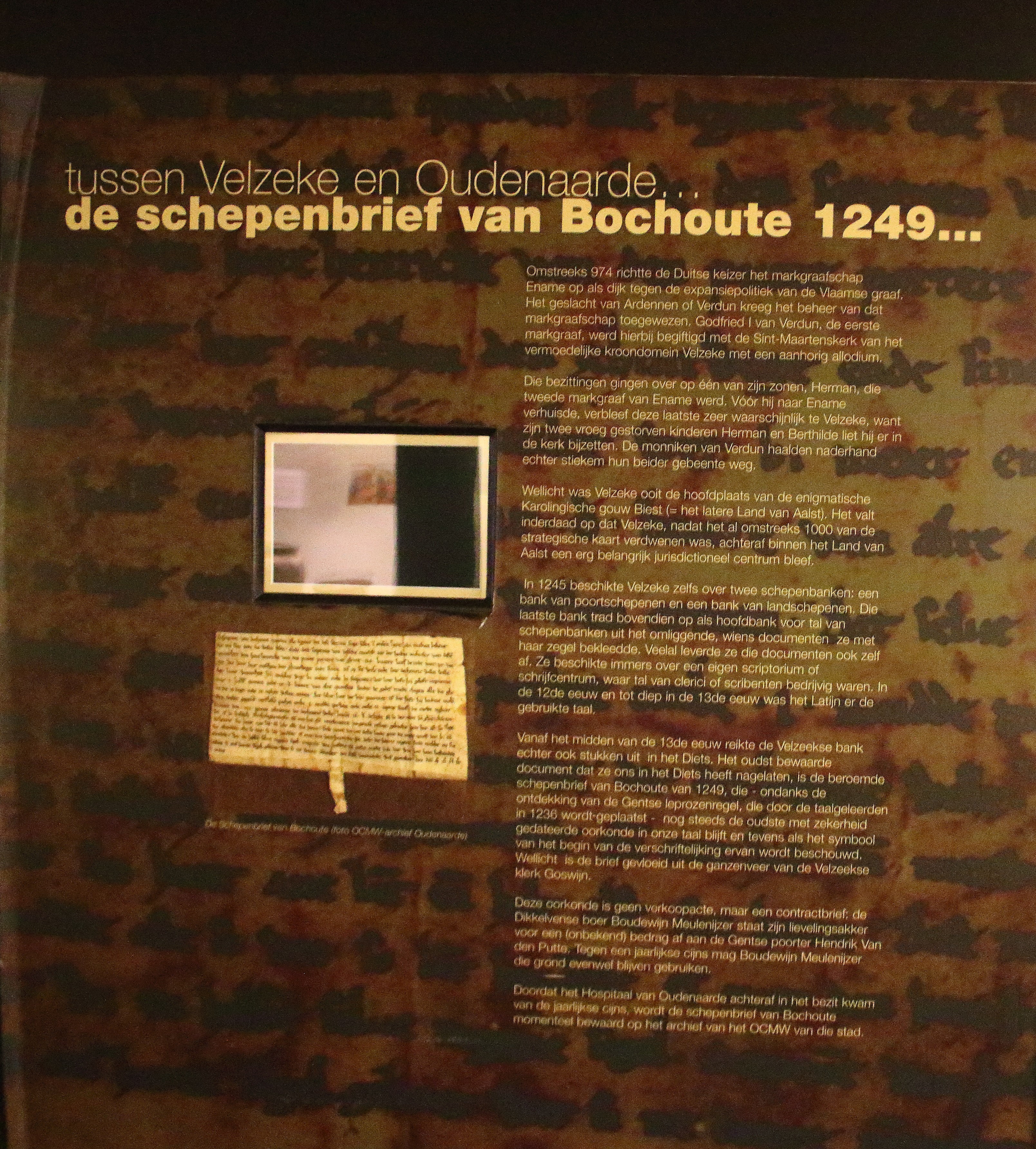
Info over de schepenbrief in Provinciaal Archeocentrum Velzeke.

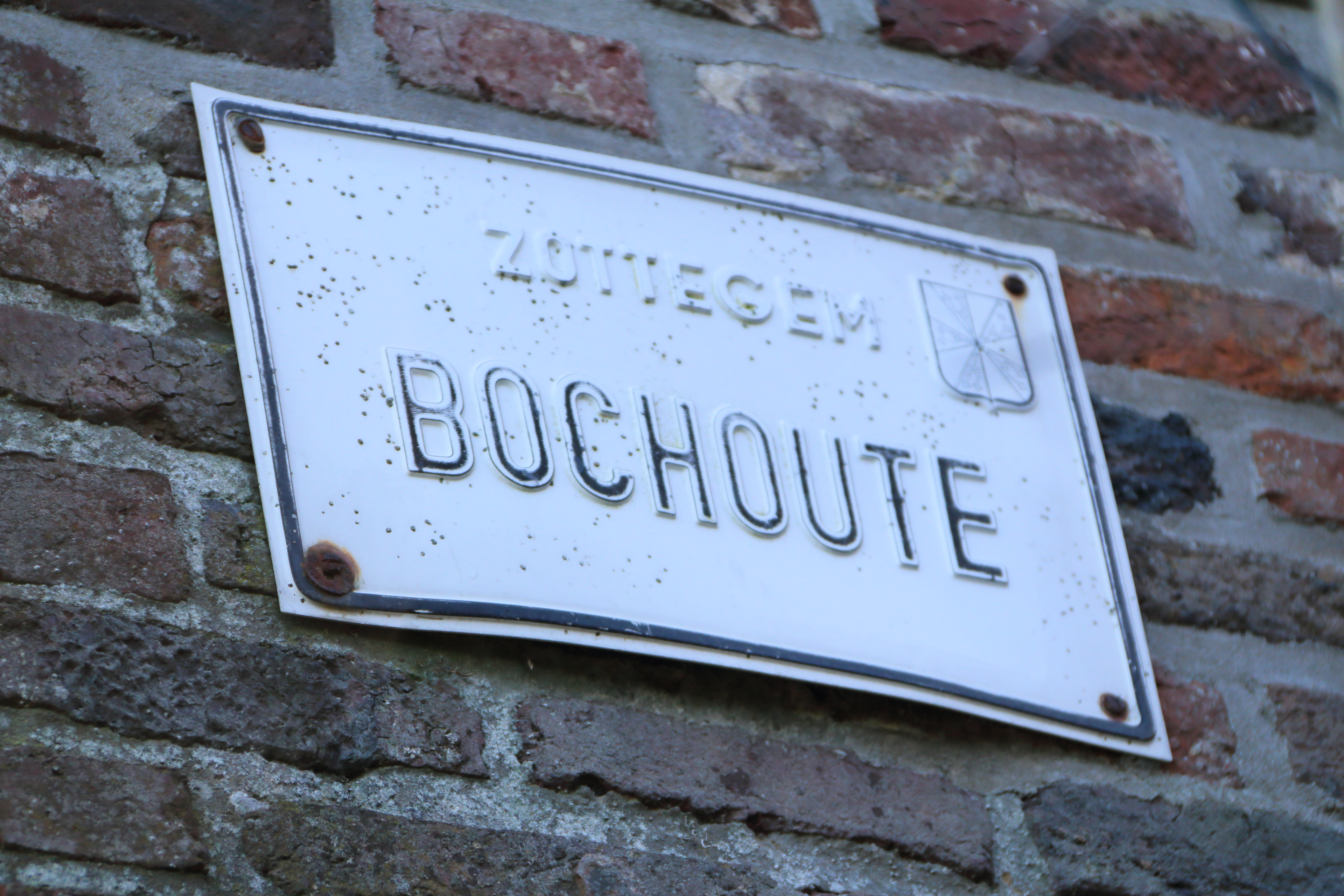
Oud straatnaambord 'Bochoute' in Zottegem

De schepenbrief van Bochoute is een oorkonde uit mei 1249. Het is een van de oudste officiële documenten die geheel in het Nederlands zijn geschreven en bovendien een expliciete datering draagt. De oorkonde werd uitgevaardigd door de schepenen van Bochoute, nu een gehucht in het Vlaamse dorp Velzeke (Zottegem), en bezegelde een grondtransactie tussen de herenboer Boudewijn Molniser (Molenijzer) uit het Bochoutse gehucht Dallem en de Gentse burger Hendrik van den Putte. Het is de vroegste bewaard gebleven akte die in de Nederlandse taal is opgesteld. Gebruikelijk als voertaal voor oorkonden en akten was het Latijn. 

## Achtergrond
De transactie betreft een renteverkoop op een stuk grond met een oppervlakte van 2,5 bunder (ongeveer 3 hectare). Boudewijn Molniser verkocht zijn stuk land op voorwaarde dat hij de grond mocht blijven bewerken tegen betaling van een vaste jaarlijkse prestatie, een erfrente, hij kreeg de grond dus in pacht terug. Om misverstanden en latere discussie te vermijden lieten de partijen een bewijsstuk van de transactie opmaken door de lokale schepenbank van Bochoute. Daar was men het schrijven blijkbaar nog niet geheel machtig, want het is de schepenbank van Velzeke die alles op perkament zet. Schepenen vervulden in die tijd vaak de rol die bij de hoge edelen en geestelijken door een notaris werd vervuld.
Vermoedelijk was het geslacht Molniser een Dikkelse molenaarsfamilie. De dorpswatermolen lag halverwege Dallem en het Dikkelse centrum, en de familienaam Molniser (Molenijzer) geeft een bijkomende indicatie. Het molenijzer doet de bovensteen ronddraaien en het is de spil van het maalproces. Niet toevallig werd net het molenijzer bij het gerechtelijk stilleggen van een watermolen verwijderd. Het symboliseerde het maalrecht en dat verklaart de naam van de molenaarsfamilie.
De schepenbrief, opgesteld op een stuk perkament van 21 bij 11 cm, kwam reeds in de 13e eeuw in het bezit van het Oudenaardse hospitaal en is vandaag nog steeds eigendom van het O.C.M.W. van Oudenaarde. Het document is een dankbaar onderwerp voor de studie van het Middelnederlands, want het blijkt bovendien opgesteld te zijn in een regionale variant van het Middelnederlands. Ook historisch heeft de schepenbrief een grote waarde, want het toont het toenemende belang van geschreven bewijsstukken in de middeleeuwse maatschappij aan. Het is ook duidelijk dat de volkstaal in die periode aan terrein begon te winnen. Vanaf de tweede helft van de 13e eeuw werd de volkstaal steeds meer gebruikt in dergelijke officiële documenten, want beide partijen moesten de inhoud kunnen begrijpen.
In 1999 werd de 750e verjaardag van de schepenbrief van Bochoute met de nodige luister gevierd. Vier gemeentes sloegen de handen in elkaar. Het toenmalige Bochoute ligt immers op het viergemeentenpunt met Dikkelvenne (Gavere) (met de straten Bochoute en Boechoutestraat), Dikkele (Zwalm), Scheldewindeke (Oosterzele) en Velzeke (Zottegem) (met de straat Bochoute). Aan de rand van de historische akker uit ‘De Schepenbrief’ werd een gedenkteken opgericht. Het monument bestaat uit een massieve steen uit de bekende steengroeven van Balegem. De initiatiefnemers lieten zich deels inspireren op de ‘Steen der verdwenen dorpen’ in Baaigem. Op de massieve Balegemse steenklomp werd ‘de Schepenbrief’ door middel van holografie (lasertechniek) aangebracht. In de arduinen voet van de steen werden tevens enkele tekstfragmenten uit het document gebeiteld. Sinds 1999 is de transactie van 1249 niet enkel meer op papier vereeuwigd.

## Integrale transcriptie en vrije vertaling

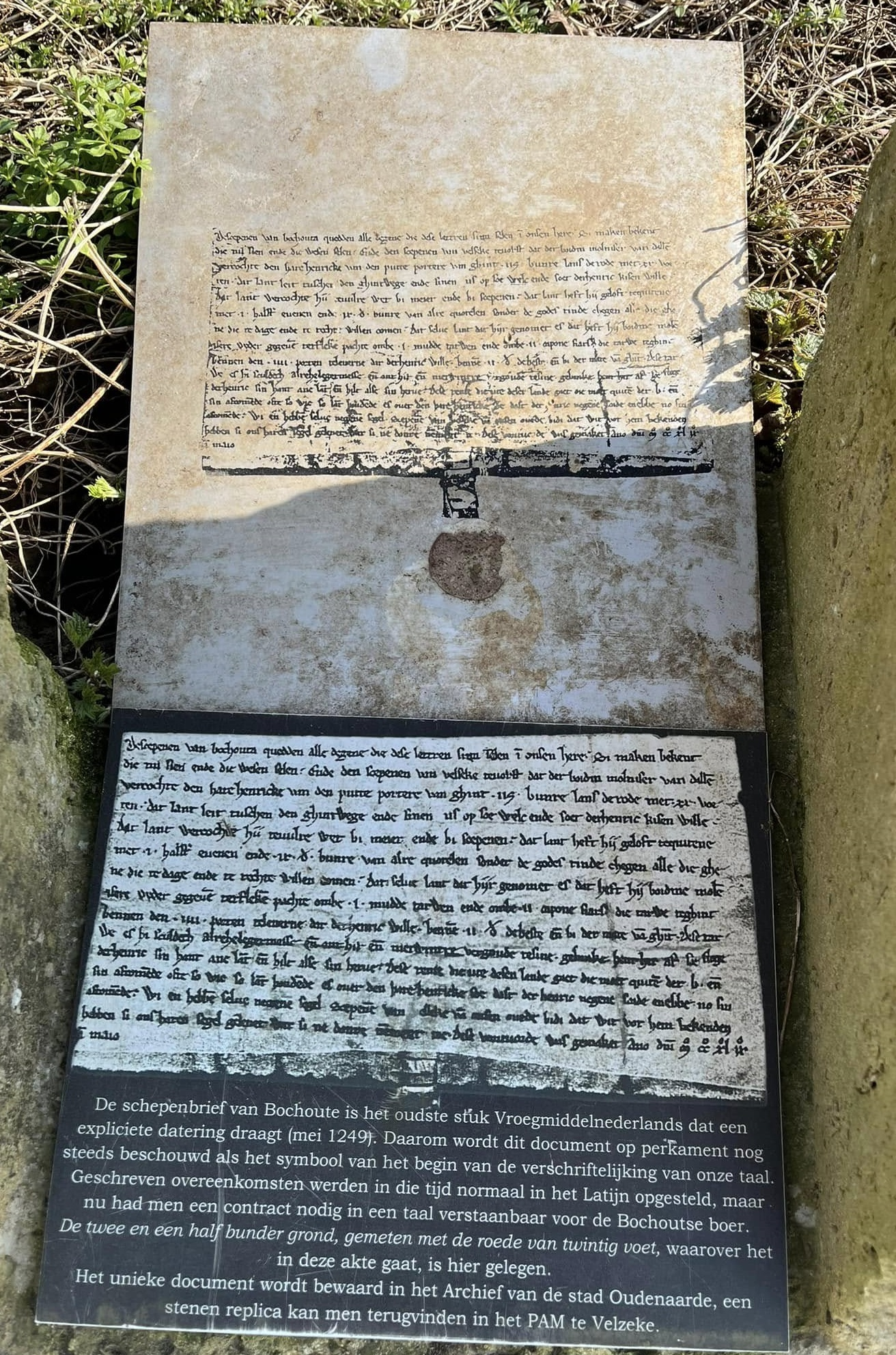
monument schepenbrief van Bochoute

De scepenen van bochouta quedden alle degene die dese lettren sien selen i(n) onsen here; Si maken bekent die nu sien ende wesen selen; Ende den scepenen van velseke teuoirst dat der boidin molniser van dalle(n) vercochte den hare henricke van den putte portere van ghint .ii½. bunre lans de rode met .xx. voeten; dat lant leit tuschen den ghintwege ende sinen us op soe welc ende soet der henric kisen wille; Dat lant vercochte hii teuulre wet bi meier ende bi scepenen; dat lant heft hij geloft tequitene met .i. halst(er) euenen ende .ix. d. bunre van alre quorelen sonder de godes tinde chegen alle die ghene die te dage ende te rechte willen comen; Dat selue lant dat hijr genomet es dat heft hij boidine mole(n)isere weder gegeue(n) terfleke(n) pachte ombe .i. mudde tarwen ende ombe .ii. capone siars. Die tarwe teghint bennen den .iiii. porten teleuerne dar derhenric wille. benne(n) .ii. d de beste en(de) bi der mate va(n) ghi(n)t. Dese tarwe es hi sculdech alrehelegermesse en(de) ont hir en(de) metwintre vergoude(n) te sine. Gebrake hem hir af soe sloge der henric sin hant ane la(n)t en(de) hilt alse sin herue; Dese rente die ute desen lande gaet die moet quite(n) der .b(oidin) en(de) sin afcome(n)de ofte so wie so la(n)t houde(n)de es over den hare henricke soe dast der henric negene scade enebbe no sin afcome(n)de. Wi en hebbe(n) selve negene(n) segel. Scepene(n) van velseke va(n) onsen ouede bidi dat wit vor hem bekenden hebben si ons haren segel gelenet mar si ne donre ne(m)meer toe. Dese voruuorde was gemaket a(n)no d(omi)ni m° cc° xl° ix° i(n) maio(De schepenen van Bochoute groeten al degenen die deze akte zullen zien in (de naam van) onze Heer. Zij maken bekend aan degenen die nu zijn en die zullen zijn, in de eerste plaats aan de schepenen van Velzeke, dat Boud Meulenijzer aan de heer Henrik van de Putte, burger van Gent heeft verkocht twee en een halve bunder land, (gemeten met) de roede van 20 voet. Het land ligt tussen de Gentweg en zijn huis, op de plek die Henrik zal willen kiezen. Hij heeft het land voor de meier en de schepenen verkocht. Hij heeft zich ertoe verbonden het land met een halster zwarte haver vrij te maken van alle aanspraken – behalve van het godstiende – tegen iedereen die de verkoop zou willen aanvechten. Hetzelfde land dat hier genoemd is, heeft hij aan Boud teruggegeven voor een erfelijke pacht van een mud tarwe en twee kapoenen per jaar. De tarwe moet te Gent binnen de vier stadspoorten geleverd worden waar Henrik het wil; ze mag niet meer dan twee penningen minder waard zijn dan de beste (kwaliteit) en moet gemeten worden met de maat van Gent. De tarwe moet hij geleverd hebben op Allerheiligen, of uiterlijk met midwinter. Als Boud dit niet zou nakomen, zou Henrik het land aanslaan en het als zijn eigendom behouden. De cijns die op dit land rust, moeten Boud en zijn nakomelingen of al wie het land van de heer Henrik (in gebruik) houdt, betalen, zodat Henrik geen schade lijdt, noch zijn nakomelingen. Wij hebben zelf geen zegel. De schepenen van Velzeke, bij wie wij hoofdelijk verschenen zijn, hebben, daar wij dit voor hen hebben verklaard, ons hun zegel geleend. Maar zij doen niet meer dan dat. Dit contract werd opgemaakt in het jaar des Heren 1249 in mei.)
— Schepenbrief van Bochoute, mei 1249